# الإعجاز الفيزيائي في القرآن
الإعجاز الفيزيائي في القرآن الكريم هو فرع من الإعجاز العلمي يتناول توافق آيات القرآن مع مفاهيم ونظريات الفيزياء الحديثة قبل اكتشافها علمياً، من نشأة الكون وتوسّعه إلى حركة الأجرام السماوية وطبيعة الضوء وآثار الضغط الجوي وغيرها من الظواهر الفيزيائية، مما يُعزز مكانة القرآن بوصفه وحيًا إلهيًا خارقًا للزمان والبيئة التي ظهر فيها.

## نشأة الكون
قال تعالى:
﴿أَوَلَمْ يَرَ الَّذِينَ كَفَرُوا أَنَّ السَّمَاوَاتِ وَالْأَرْضَ كَانَتَا رَتْقًا فَفَتَقْنَاهُمَا وَجَعَلْنَا مِنَ الْمَاءِ كُلَّ شَيْءٍ حَيٍّ أَفَلَا يُؤْمِنُونَ ۝٣٠﴾ [الأنبياء:30]
يشير «رتق» و«فتقنا» إلى كون السماوات والأرض كتلة واحدة ثم انفصلتا، وهو ما يتوافق مع نظرية الانفجار العظيم في علم الكونيات الحديثة.

## اتساع الكون
قال تعالى:
﴿وَالسَّمَاءَ بَنَيْنَاهَا بِأَيْدٍ وَإِنَّا لَمُوسِعُونَ ۝٤٧﴾ [الذاريات:47]
لفظ «لموسعون» بصيغة الفاعل يدل على استمرار اتساع الكون، وقد أثبت علم الفلك الحديث توسع الكون منذ نشأته حتى يومنا هذا.

## الأكوان المتعددة
قال تعالى:
﴿وَمَا خَلَقْنَا السَّمَاءَ وَالْأَرْضَ وَمَا بَيْنَهُمَا لَاعِبِينَ ۝١٦﴾ [الأنبياء:16]
يفسر بعض المفسرين مصطلح «وما بينهما» على أنه إشارة إلى أن الكون لا يقتصر على منظومة واحدة، بل على تعدد العوالم والأكوان، حيث يُفهم من عدم خلق ذلك «لعباً» دلالةً على حكمة الله في خلق هذه العوالم المتنوعة لأهداف منها الدلالة على عظمته وتنظيمه الدقيق للكون
تدعم بعض النظريات الفيزيائية الحديثة فكرة الأكوان المتعددة التي تنبثق عن انفصال الكم بدلاً من كونها منظومة واحدة، وإسقاط هذه النظريات على القرآن يبرز عمق الإعجاز في تناول النص القرآني لهذه المفاهيم قبل ظهورها علمياً.

## حركة الأجرام السماوية
قال تعالى:
﴿وَهُوَ الَّذِي خَلَقَ اللَّيْلَ وَالنَّهَارَ وَالشَّمْسَ وَالْقَمَرَ كُلٌّ فِي فَلَكٍ يَسْبَحُونَ ۝٣٣﴾ [الأنبياء:33]

تؤكد الآية أن جميع الأجرام تدور في مدارات منتظمة، وهو ما أثبته المراقبات الفلكية ونظريات الجاذبية الكونية.

## مواقع النجوم
قال تعالى:
﴿فَلَا أُقْسِمُ بِمَوَاقِعِ النُّجُومِ ۝٧٥﴾ [الواقعة:75]

تشير «مواقع النجوم» إلى أهمية تحديدها في علم الملاحة الفلكية، وهو ما اعتمدت عليه الحضارات القديمة والحديثة في الاستدلال الفلكي.

## جبال وترسيخ الأرض
قال تعالى:
﴿وَأَلْقَى فِي الْأَرْضِ رَوَاسِيَ أَنْ تَمِيدَ بِكُمْ وَأَنْهَارًا وَسُبُلًا لَعَلَّكُمْ تَهْتَدُونَ ۝١٥﴾ [النحل:15]

تشير «رواسي» إلى الثوابت في الأرض من الجبال التي تعمل كأوتاد لتثبيت القشرة الأرضية، مما يؤكد دراسات حركة الصفائح التكتونية.

## آيات مد الأرض
قال تعالى:
﴿وَإِذَا الْأَرْضُ مُدَّتْ ۝٣﴾ [الانشقاق:3]

تعني «مد الأرض» انبساط قشرته بفعل القوى الطبيعية، وهو ما تؤكده دراسات تضاريس الكوكب وانسياب الصخور.

## الضوء والنور
قال تعالى:
﴿هُوَ الَّذِي جَعَلَ الشَّمْسَ ضِيَاءً وَالْقَمَرَ نُورًا وَقَدَّرَهُ مَنَازِلَ لِتَعْلَمُوا عَدَدَ السِّنِينَ وَالْحِسَابَ مَا خَلَقَ اللَّهُ ذَلِكَ إِلَّا بِالْحَقِّ يُفَصِّلُ الْآيَاتِ لِقَوْمٍ يَعْلَمُونَ ۝٥﴾ [يونس:5]
يفرق القرآن بين «ضياء» (الضوء المنبعث من الشمس) و«نور» (الضوء المنعكس من القمر)، وهو توافق دقيق مع التعاريف الفيزيائية الحديثة للضوء.

## انحناء الضوء ومد الظل
قال تعالى:
﴿أَلَمْ تَرَ إِلَى رَبِّكَ كَيْفَ مَدَّ الظِّلَّ وَلَوْ شَاءَ لَجَعَلَهُ سَاكِنًا ثُمَّ جَعَلْنَا الشَّمْسَ عَلَيْهِ دَلِيلًا ۝٤٥﴾ [الفرقان:45]

يفسر بعض المفسرين هذه الآيه كمجاز لانحناء الضوء بفعل جاذبية الشمس، وهو ما ثبتته تجربة كسوف 1919م بتحليل انحراف الضوء حول الشمس.

## الصوت المدمر
قال تعالى:
﴿فَأَخَذَتْهُمُ الصَّيْحَةُ مُشْرِقِينَ ۝٧٣﴾ [الحجر:73]

يربط بعض العلماء «الصيحة» المدمرة بموجات فوق صوتية عالية التردد قادرة على التدمير.

## ضيق الصدر والصعود إلى السماء
قال تعالى:
﴿فَمَنْ يُرِدِ اللَّهُ أَنْ يَهدِيَهُ يَشْرَحْ صَدْرَهُ لِلْإِسْلَامِ وَمَنْ يُرِدْ أَنْ يُضِلَّهُ يَجْعَلْ صَدْرَهُ ضَيِّقًا حَرَجًا كَأَنَّمَا يَصَّعَّدُ فِي السَّمَاءِ كَذَلِكَ يَجْعَلُ اللَّهُ الرِّجْسَ عَلَى الَّذِينَ لَا يُؤْمِنُونَ ۝١٢٥﴾ [الأنعام:125]

يتطابق شعور الضيق عند الصعود إلى ارتفاعات عالية مع تأثير نقص الأكسجين (Hypoxia) عند انخفاض الضغط الجوي.

## الحديد المنزّل
قال تعالى:
﴿لَقَدْ أَرْسَلْنَا رُسُلَنَا بِالْبَيِّنَاتِ وَأَنْزَلْنَا مَعَهُمُ الْكِتَابَ وَالْمِيزَانَ لِيَقُومَ النَّاسُ بِالْقِسْطِ وَأَنْزَلْنَا الْحَدِيدَ فِيهِ بَأْسٌ شَدِيدٌ وَمَنَافِعُ لِلنَّاسِ وَلِيَعْلَمَ اللَّهُ مَنْ يَنْصُرُهُ وَرُسُلَهُ بِالْغَيْبِ إِنَّ اللَّهَ قَوِيٌّ عَزِيزٌ ۝٢٥﴾ [الحديد:25]

تشير كلمة «أنزلنا» إلى أصل الحديد الكوني المتكون في النجوم العملاقة، وهو ما تؤكده دراسات الفيزياء النووية حول تكوين العناصر في النجوم.

## الزمن والنسبية
قال تعالى:
﴿وَيَسْتَعْجِلُونَكَ بِالْعَذَابِ وَلَنْ يُخْلِفَ اللَّهُ وَعْدَهُ وَإِنَّ يَوْمًا عِنْدَ رَبِّكَ كَأَلْفِ سَنَةٍ مِمَّا تَعُدُّونَ ۝٤٧﴾ [الحج:47]

﴿يُدَبِّرُ الْأَمْرَ مِنَ السَّمَاءِ إِلَى الْأَرْضِ ثُمَّ يَعْرُجُ إِلَيْهِ فِي يَوْمٍ كَانَ مِقْدَارُهُ أَلْفَ سَنَةٍ مِمَّا تَعُدُّونَ ۝٥﴾ [السجدة:5]

﴿تَعْرُجُ الْمَلَائِكَةُ وَالرُّوحُ إِلَيْهِ فِي يَوْمٍ كَانَ مِقْدَارُهُ خَمْسِينَ أَلْفَ سَنَةٍ ۝٤﴾ [المعارج:4]

تشير هذه الآيات إلى اختلاف الزمن باختلاف المكان والسرعة، وهي دلالات تتقاطع مع ما طرحه آينشتاين في نظريته النسبية، حيث يختلف قياس الزمن باختلاف الجاذبية أو السرعة. ويُعد هذا الطرح مظهراً من مظاهر الإعجاز العلمي في القرآن الكريم، إذ تكشف النصوص القرآنية عن مفاهيم فيزيائية حديثة سبق أن أُثبتت علميًا في القرن العشرين.
وقد فسّر عدد من العلماء هذه الآيات على أنها إشارات إلى أن الزمن ليس مطلقاً كما كان يُعتقد، بل هو نسبي، ما يفتح المجال لفهم جديد يتقاطع مع النظرية النسبية الخاصة والعامة.
هذا يبين فهمًا قرآنيًا متقدمًا لطبيعة الزمن وعلاقته بالحركة والجاذبية، ويعزز من الطرح القائل بأن القرآن يحتوي على إشارات علمية دقيقة سبقت اكتشافها بأكثر من ألف عام.